# 78652 Quero
78652 Quero este un asteroid din centura principală de asteroizi.

## Descriere
78652 Quero este un asteroid din centura principală de asteroizi. A fost descoperit pe 3 octombrie 2002 la Campo Imperatore, în cadrul proiectului CINEOS. Asteroidul prezintă o orbită caracterizată de o semiaxă mare de 2,61 ua, o excentricitate de 0,13 și o înclinație de 7,6° în raport cu ecliptica.